# Starship Troopers: Terran Ascendancy
Starship Troopers: Terran Ascendancy (с англ. — «Звёздный десант: Превосходство землян») — компьютерная игра в жанре стратегия в реальном времени, разработанная Blue Tongue Entertainment и изданная Hasbro Interactive под лейблом MicroProse для Microsoft Windows в 2000 году. Игра основана на фильме «Звёздный десант» 1997 года и одноимённом романе Роберта Хайнлайна. Игра разделена на три акта, в которых игрок, управляя подразделением «звёздного десанта», проходит ряд миссий от начала и до конца войны.
| Сводный рейтинг       | Сводный рейтинг |
| Агрегатор             | Оценка          |
| --------------------- | --------------- |
| GameRankings          | 66,35 %         |
| Metacritic            | 68 / 100        |
| Иноязычные издания    |                 |
| Издание               | Оценка          |
| GameSpot              | 5,4 / 10        |
| IGN                   | 7,2 / 10        |
| Русскоязычные издания |                 |
| Издание               | Оценка          |
| Absolute Games        | 95 %            |